# Ada Vilaró Casals
Ada Vilaró Casals (Prats de Lluçanès, Lluçanès, 1972) és una artista i directora escènica catalana d'acció multidisciplinar, que treballa la performance, el site-specific i l'art comunitari. Ha fet intervencions de llarga durada a l'espai públic, basades en la presència i el silenci, on reivindica el carrer com un lloc de trobada tot propiciant la participació del públic i la comunitat d'un determinat territori per construir un diàleg entre el públic i l'artista.
En les seves peces artístiques integra grups i col·lectius poc visibles, i els dona veu i presència per treure la gent de la seva zona de confort i rutines habituals per crear un espai on reflexionar, compartir, sentir i conviure.
Directora artística del Festival de Creació Contemporània Escena Poblenou de Barcelona i el Festival Itineràncies de Lluçanès.

## Creacions
- 2015: Públic Present 24hores[2][7]
- 2016: urGENTe aMAR[8]
- 2017: urGENTestimar[9][10]
- 2018: Pas per la Pau[1]
- 2019: 360 grams[11]
- 2023: La memòria del gel[12]

## Reconeixements
L'any 2015 va rebre la Medalla d'Honor de Barcelona com a directora del Festival de Creació Contemporània Escena Poblenou. L'any 2024 rep el Premi Maria José Ragué per Escena Poblenou.